# Bugula hummelincki
Bugula hummelincki är en mossdjursart som beskrevs av Fransen 1986. Bugula hummelincki ingår i släktet Bugula och familjen Bugulidae. Inga underarter finns listade i Catalogue of Life.